# Pero Garcia Burgalês
Pero Garcia Burgalês foi um poeta trovador nascido em Burgos, Espanha. Frequentou a corte de Afonso X, rei de Castela e Leão de onde Burgalês provinha, portanto, o escritor possuía origem castelhana. Provavelmente também conviveu com a corte de D. Afonso III, em Portugal, onde teria mantido relações com os trovadores Lourenço e Rui Queimado, considerado seu rival, chegando a escrever uma cantiga de escárnio para ele: Roi Queimado morreu con amor.

## Obra
Vasta e variada, a obra de Pero Garcia Burgalês é composta por cinquenta e três composições: trinta e cinco cantigas de amor, duas de amigo, treze cantigas de escárnio e maldizer, uma sátira literária, um partimen (tenção fictícia) e uma tenção escrita de parceria com o jogral Lourenço, esta última de autoria duvidosa. 
Seu estilo caracteriza-se por uma tendência para o excesso e a desmesura. Não hesita em colocar palavras brutais e obscenas, e até mesmo algumas mais insólitas (neologismos, arcaísmos, provençalismos). Utilizava com habilidade da retórica e no uso da ironia, inovando o gênero da cantiga de amor dando a ele mais vivacidade. Não foi à toa que as cantigas de amor receberam-lhe sua preferência. 
Suas sátiras ganham como alvos sobretudo trovadores, jograis, soldadeiras (Maria Peres Balteira e Maria Negra), além de magistrados, que não escaparam à acusação de serem avarentos ou pederastas.